# Roger Donaldson
Pour les articles homonymes, voir Donaldson.
Roger Donaldson, né le 15 novembre 1945 à Ballarat, dans l'État de Victoria, en Australie, est un réalisateur, producteur et scénariste australo-américano-néo-zélandais.

## Biographie
Né en Australie, Roger Donaldson s'établit en Nouvelle-Zélande à l'âge de vingt ans. Il commence sa carrière en produisant et en concevant des spots publicitaires pour la télévision, puis met en scène en 1977 son premier long métrage, Sleeping Dogs, qui lui ouvre les portes du cinéma américain. C'est ainsi qu'en 1984 il réalise un projet d'envergure avec Le Bounty interprété par des comédiens réputés comme Mel Gibson et Anthony Hopkins, présenté en compétition pour la Palme d'or au Festival de Cannes la même année.
Après le plus intimiste Marie (1985) avec Sissy Spacek, Roger Donaldson se fait un nom dans le domaine du thriller en signant Sens unique (1987), Sables mortels (1992) et Guet-apens (1994), remake du film de Sam Peckinpah interprété par le couple star de l'époque Alec Baldwin-Kim Basinger. Il connaît également le succès en dirigeant Tom Cruise dans la comédie Cocktail (1988). De même dans la science-fiction en 1995 avec La Mutante (Species), une créature extraterrestre sexy, imaginée par le suisse Hans Ruedi Giger, créateur du monstre d'Alien : le huitième passager, interprétée par Natasha Henstridge. 
Roger Donaldson abordera le film catastrophe avec Le Pic de Dante (1997) et le film politique avec Treize Jours (2000).
En 2003, il retourne au thriller en remplaçant James Foley aux commandes de La Recrue, puis retrouve trois ans plus tard Anthony Hopkins et la Nouvelle-Zélande pour Burt Munro, l'histoire vraie d'un passionné de moto. En 2004, à Londres, il tourne Braquage à l'anglaise interprété par Jason Statham. En 2017, il signe le documentaire McLaren, mêlant archives et reconstitutions avec des acteurs, sur Bruce McLaren.

## Filmographie

### Comme réalisateur
- 1977 : Sleeping Dogs
- 1980 : Nutcase (en)
- 1981 : Smash Palace (en) (+ scénariste)
- 1984 : Le Bounty (The Bounty)
- 1985 : Marie
- 1987 : Sens unique (No Way Out)
- 1988 : Cocktail
- 1990 : Cadillac Man
- 1992 : Sables mortels (White Sands)
- 1994 : Guet-apens (The Getaway)
- 1995 : La Mutante (Species)
- 1997 : Le Pic de Dante (Dante's Peak)
- 2000 : Treize Jours (Thirteen Days)
- 2003 : La Recrue (The Recruit)
- 2005 : Burt Munro (The World's Fastest Indian) (+ scénariste)
- 2008 : Braquage à l'anglaise (The Bank Job)
- 2011 : Le Pacte (Seeking Justice)
- 2014 : The November Man
- 2017 : McLaren : L'homme derrière la légende (en) (McLaren: Pioneer, Leader, Father, Champion)

### Producteur

#### Cinéma
- 1977 : Sleeping Dogs
- 1981 : Smash Palace
- 1990 : Cadillac Man
- 2005 : Burt Munro (The World's Fastest Indian)

#### Télévision
- 1999 : Les Aventuriers de l'extrême (Fearless)